# Кристенсен, Андерс Хольм
Андерс Хольм Кристенсен (дат. Anders Holm Christensen, род. 13 августа 1978) — датский профессиональный велогонщик.

## Карьера
Андерс Хольм Кристенсен начал свою спортивную карьеру не с велоспорта. В возрасте 20 лет он занимался конькобежным спортом, а также играл в теннис, мечтая стать следующим Борисом Беккером. В более зрелом возрасте он переключился на велоспорт, начав серьёзно тренироваться лишь за несколько лет до своих первых значительных успехов. В возрасте 23–24 лет он был частью полупрофессиональной команды по роллер-спорту в Швейцарии.
После завершения карьеры в конькобежном спорте в возрасте 26 лет Андерс Хольм Кристенсен начал обучение в бизнес-школе.
Кристенсен начал серьёзно заниматься велоспортом только за четыре года до своего чемпионского титула в 2013 году. Его талант был замечен национальным тренером после участия в чемпионате Дании, что привело к приглашению на тренировки с национальной командой.
Кристенсен совмещал карьеру велогонщика с работой проектного руководителя в компании Viasat.
В 2013 году, в возрасте 35 лет, Кристенсен стал чемпионом Дании в гите на 1000 метров на треке, опередив таких известных гонщиков, как Лассе Норман Хансен, обладатель олимпийского золота.
Он был частью датской национальной команды по трековому велоспорту в составе команды на 4000 метров, которая готовилась к Олимпийским играм 2016 года в Рио-де-Жанейро.

### Достижения

#### Трек
2013
8-й на чемпионате Европы, командная гонка преследования
2014
6-й на Кубке мира, командная гонка преследования
9-й на чемпионате Европы, командная гонка преследования
2014
4-й на Кубке мира, командная гонка преследования

#### Шоссе
2014
3-й на 2-м этапе De Jyske Pinseløb
2015
6-й на Ordrup CC
10-й на Tissø CR
9-й на Bov CC Løbet
2016
4-й на чемпионате Дании, групповая гонка
9-й на Vitamin Well Copenhagen
2017
4-й на чемпионате Дании, групповая гонка

#### Гравий
2024
3-й на 1-м этапе на Spring Classic GRVL Experience — кубок Дании по гравийному велоспорту